# Теплоход «Иосиф Бродский» (роман)
«Теплоход „Иосиф Бродский“» роман Александра Проханова, журналиста, писателя, главного редактора газет «День» и «Завтра». Впервые изданный в издательстве «Ультра. Культура» впоследствии переиздавался, в частности, издательством «Центрополиграф».

## Описание
По издательской аннотации «Теплоход „Иосиф Бродский“ — это зловещий корабль, на котором российская знать, захватившая власть в великой стране и мнящая себя элитой, совершает путешествие по Волге. Веселятся, танцуют на палубе теплохода упыри, колдуньи и ведьмы, неутомимые в развратных утехах; восседают миллиардеры, сколотившие свои неправедные состояния на слезах народа. Весь этот страшный зверинец, верящий в свое бессмертие, плывет мимо городов, монастырей и селений, не ведая, что река русского времени готовит им погибель. Подобную той, что постигла всех их предшественников — исчадий русского ада, которые нет-нет да и появляются в русской жизни, чтобы потом их низвергла во тьму чудодейственная сила русской истории.
Провокативный, на грани скандала сюжет с непредсказуемыми поворотами, яркая метафоричность, присущая манере Проханова-романиста, изощренный сарказм автора изумят, а возможно, и шокируют читателя»

## Критика
Как считает Александр Чанцев «Не знаю, но возможно и так: герметический текст романа — это шифровка, и поймут ее только те, кто вместе с Президентом Парфирием и прочими персонажами романа употребит в курительной комнате что-то забористое из гашиша и опиума. Полный состав ядреной смеси, заметьте, Проханов не дает. То есть простым смертным читателям остается лишь сожалеть (в сакраментальных терминах „дайте два!“) и покуда получать приход только от этого действительно саркастичного, энергичного и оч-чень заковыристого бурлеска»…
По мнению Льва Данилкина «роман, по сути, состоит из бесконечных описаний половых органов, „изысканных“ блюд и цветовых галлюцинаций. Как писал Роберт Грейвз о Киплинге — с которым справедливо сравнивают Проханова, — „нет смысла пародировать его; все равно его самого не превзойдешь“»